# Transporte en Afganistán
El transporte en Afganistán es limitado y en etapa de desarrollo. Gran parte de la red de carreteras del país fue construida durante la década de 1960, pero se fue a la ruina en la década de 1980 y las guerras de los años 90. En la actualidad, nuevas carreteras nacionales, caminos y puentes han sido reconstruidos en la última década para ayudar a aumentar los viajes, así como el comercio con los países vecinos. En 2008, había alrededor de 731 607 vehículos matriculados en el país, que sirven a más de 29 millones de personas.

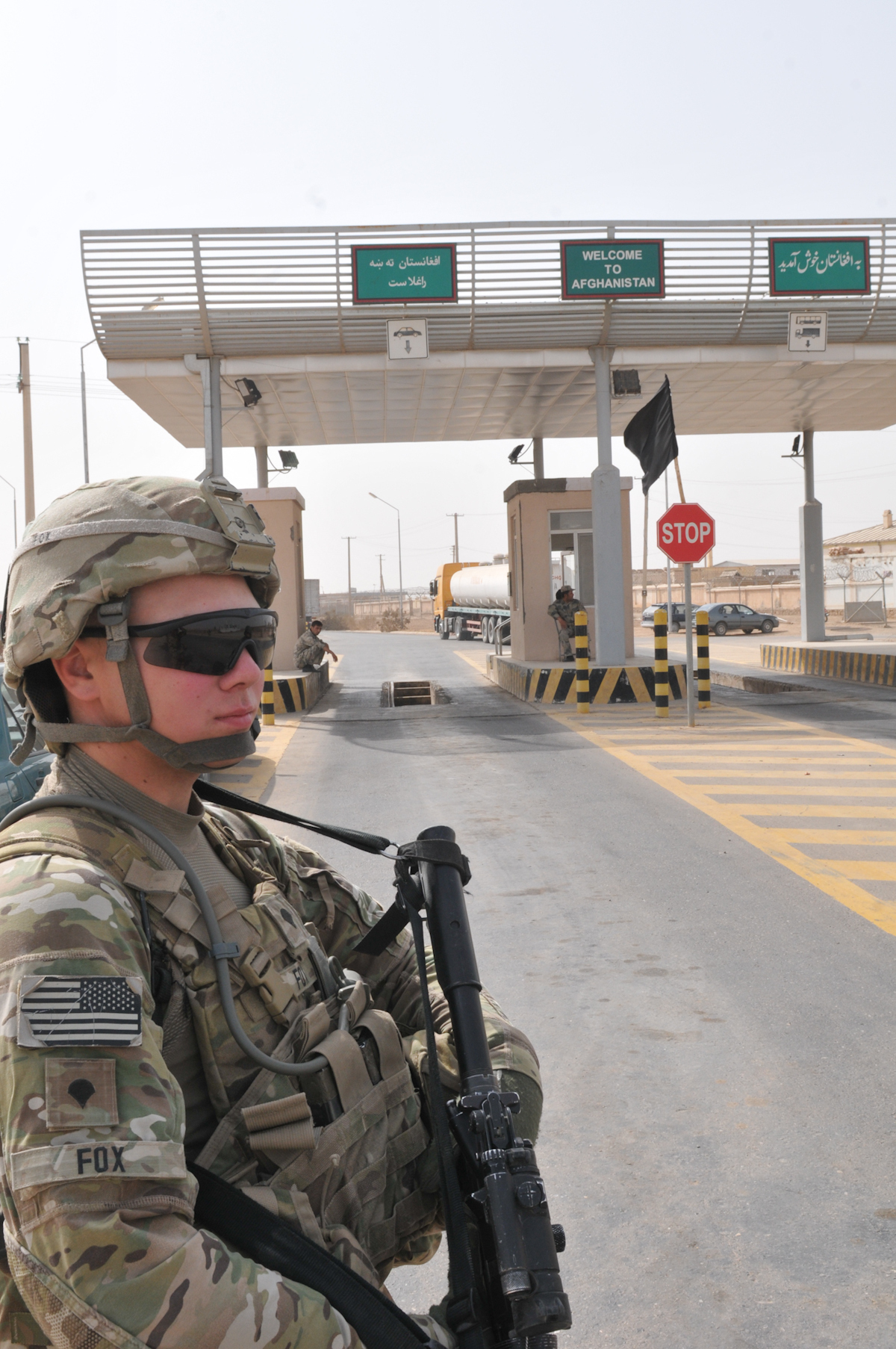
Puerta de entrada a Shir Khan Bandar en la Provincia de Kunduz de Afganistán, cerca a la frontera con Tayikistán.

Afganistán es un país sin salida soberana al océano y por ende no tiene puertos de mar, pero el río Amu Darya, que forma parte de la frontera del país con Turkmenistán, Uzbekistán y Tayikistán, tiene tráfico de barcazas. La reconstrucción de los aeropuertos, carreteras, y una línea férrea han dado lugar a un rápido impulso económico en los últimos años. El país tiene cerca de 53 aeropuertos y 11 helipuertos.

## Carreteras y caminos

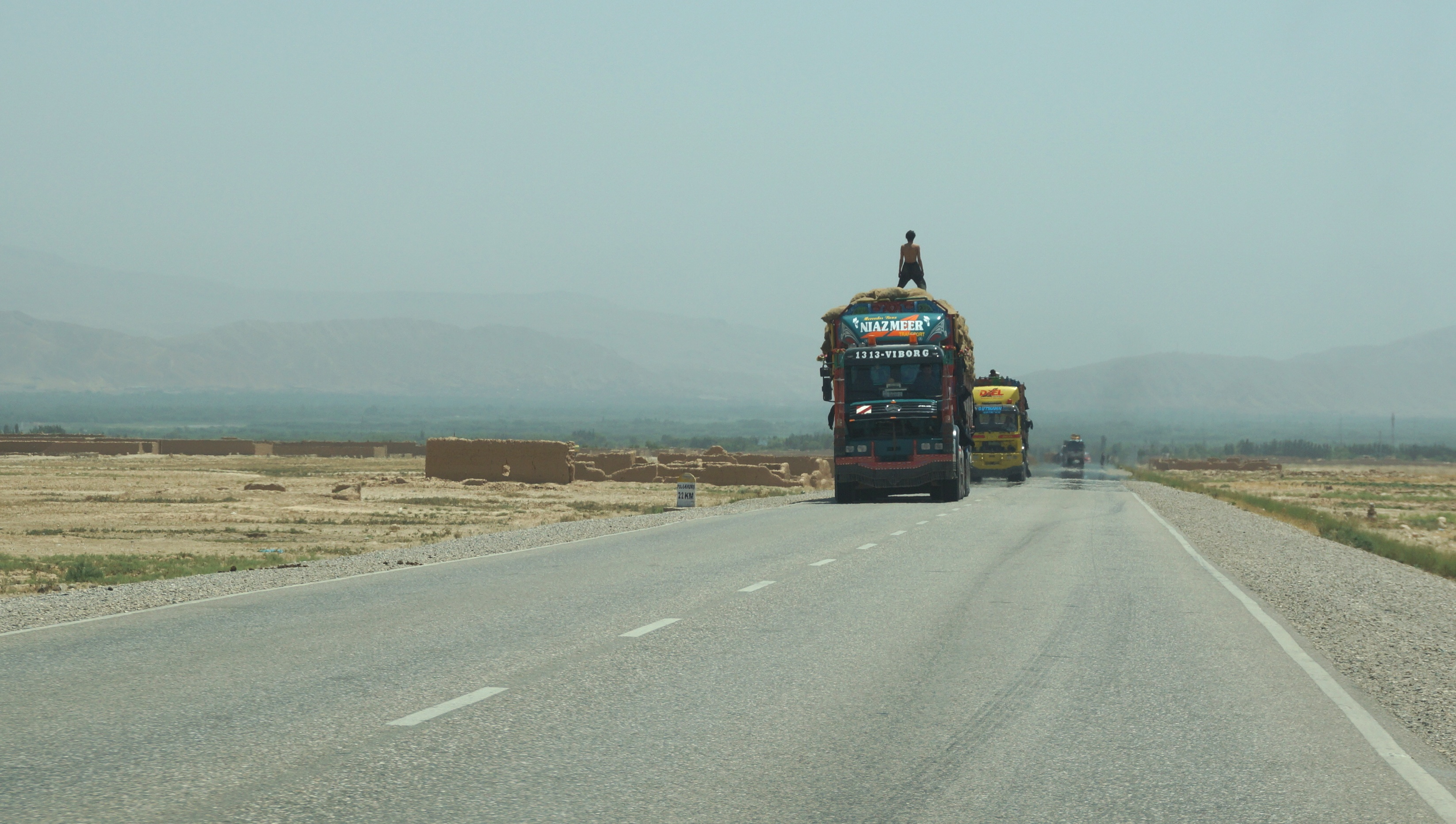
Camiones en el noreste de Afganistán.

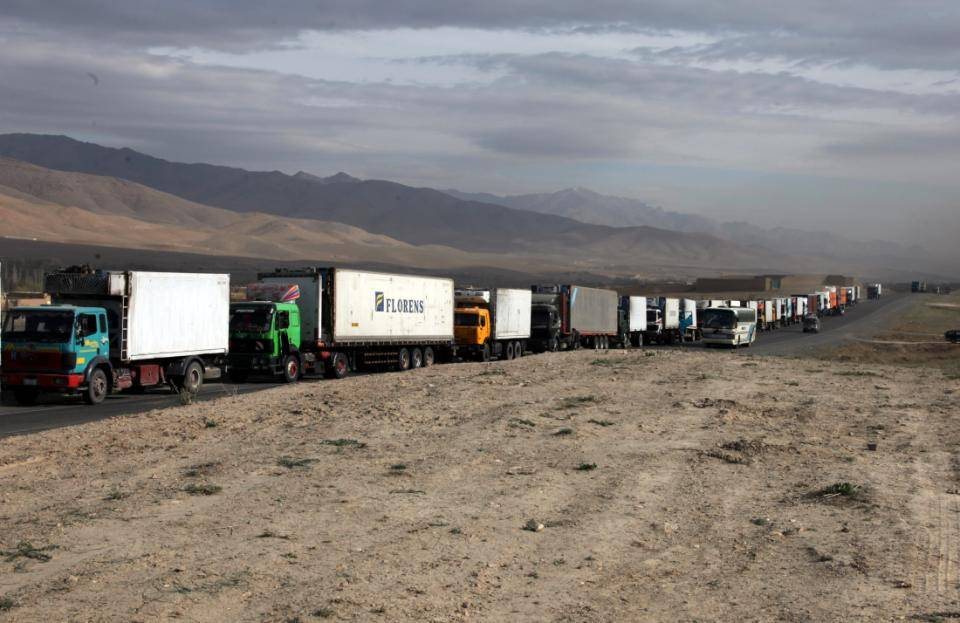
Carretera Kabul-Kandahar en el año 2010:

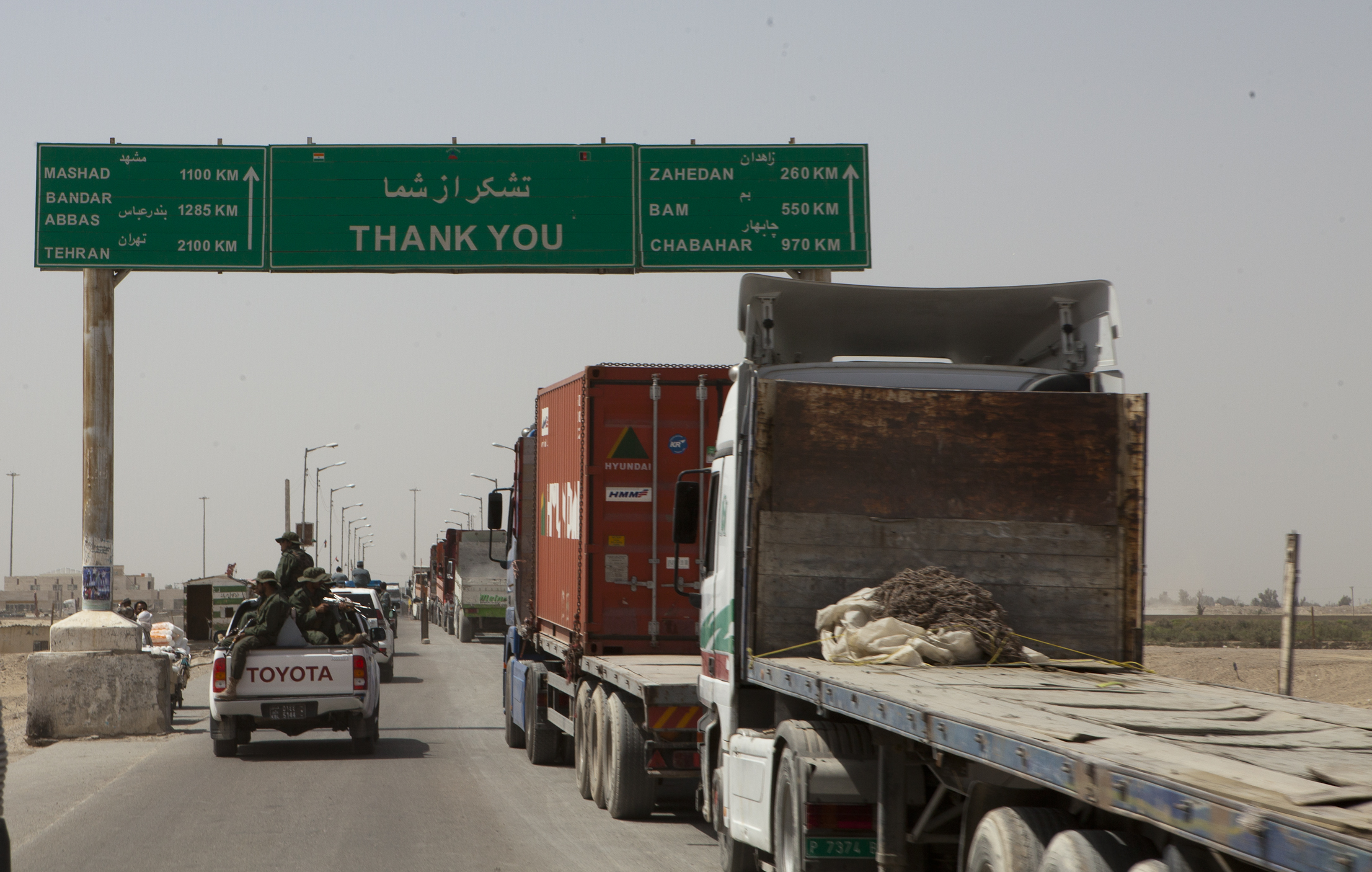
Carretera Delaram-Zaranj en Zaranj, en la Provincia de Nimruz.

La mayoría de las carreteras principales se construyeron en la década de 1960 con la asistencia de los Estados Unidos y la Unión Soviética. Los soviéticos construyeron una carretera y un túnel a través del paso de Salang en 1964, que conecta Afganistán norte y el sur. Una carretera que conecta las principales ciudades de Herat, Kandahar, Ghazni y Kabul con enlaces a las carreteras en el vecino país de Pakistán forma el sistema principal de carreteras.
La red incluye 12 350 kilómetros de carreteras pavimentadas y 29 800 kilómetros de carreteras sin pavimentar, para un sistema de carreteras total aproximado de 42 150 kilómetros a partir de 2006. El sentido del tráfico en Afganistán es del lado derecho, con cerca de 731 607 vehículos matriculados en el país. El gobierno afgano aprobó una ley que prohíbe la importación de coches de más de 10 años.
Largos trayectos por carretera distantes son hechas por propiedad de la compañía autobuses Mercedes-Benz entrenador o varios tipos de furgonetas, camiones y vehículos particulares. Aunque el servicio de autobuses está disponible a nivel nacional entre las principales ciudades, volar es más seguro, especialmente para los extranjeros. Hay robos ocasionales en las carreteras por bandidos o grupos militantes. Las carreteras también son peligrosas debido a accidentes y a falta de fuerzas de seguridad.

### Carreteras importantes
La red de carreteras se encuentra actualmente en una fase de reconstrucción total. La mayor parte de las carreteras regionales también están siendo reparadas o mejoradas. Durante los últimos 30 años, el mal estado de las redes de transporte y comunicación afganos tiene fragmentada y obstaculizada la economía poniéndola en dificultades. Desde la caída de los talibanes, muchos caminos se han reconstruido, incluyendo las siguientes:
- Kabul-Kandahar carretera (A-1)
- Kabul-Jalalabad Camino (A-1), que une la capital nacional de la ciudad oriental de Jalalabad y el paquistaní fronterizo en Torkham
- Kabul-Gardez carretera
- Kabul y Herat carretera (A-77)
- Kabul, Mazar-carretera (A-76)
- Kabul-Fayzabad carretera
- Kandahar-Bamyan carretera
- Kandahar-Boldak carretera
- Kandahar-Herat carretera
- Kandahar-Tarin Kowt carretera
- Kunduz-Khomri carretera
- Herat-Islam Qala carretera
- Herat-Mazar carretera
- Ruta Trident ( Lashkar Gah para Gereshk )
- Delaram-Zaranj carretera

Un puente de carretera que une Tayikistán y Afganistán, que costó 37 millones de dólares fue inaugurado en 2007. El puente, cerca de 700 metros de largo y 11 metros de ancho, atraviesa el río Panj que forma una frontera natural entre los dos países, entre los puertos de Nizhny Panj en el parte tayika y Shir Khan Bandar en Afganistán. La carretera Delaram-Zaranj se construyó con la ayuda de la India y fue inaugurada en enero de 2009.

## Ferrocarriles

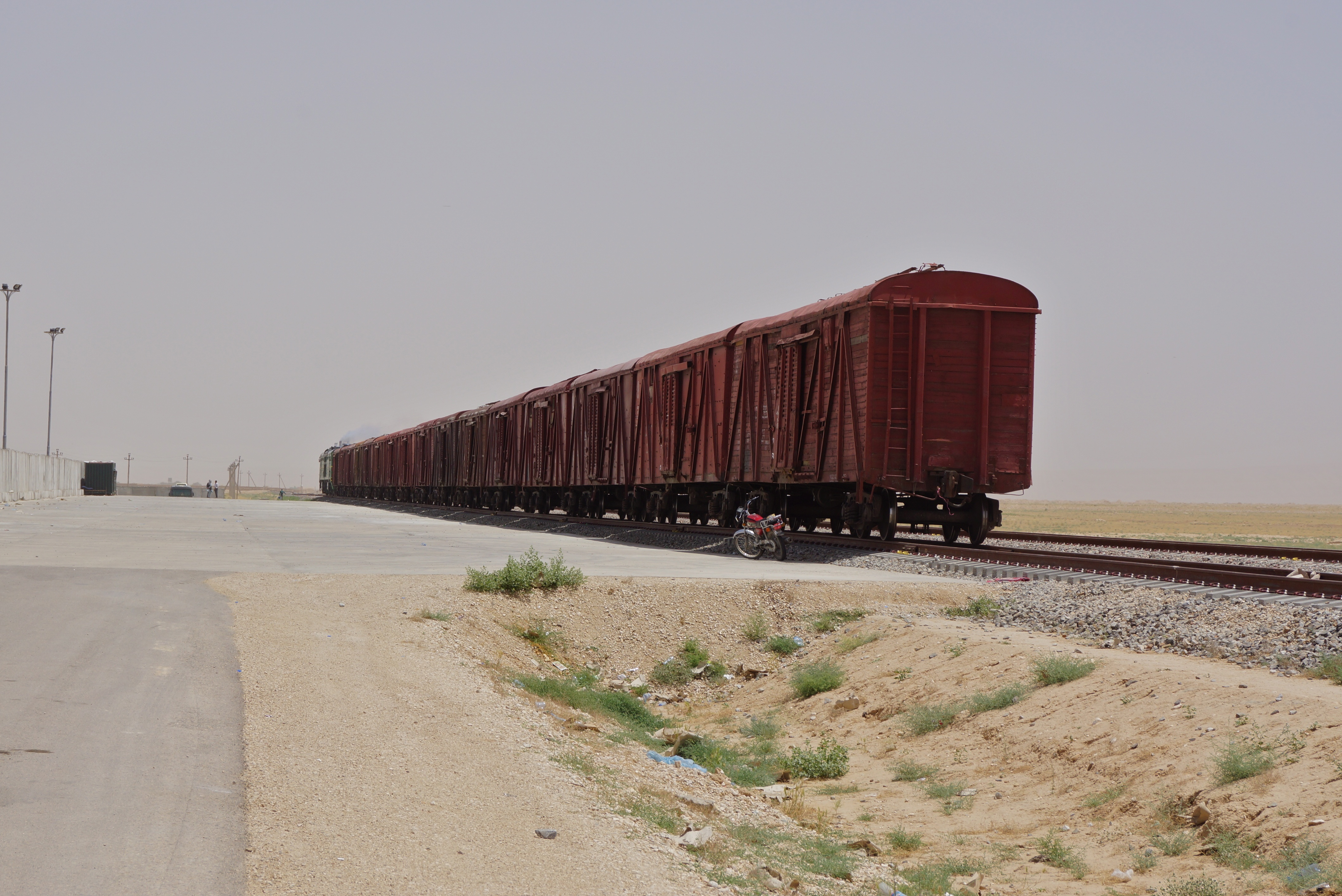
Vista de un tren en la Provincia de Balkh.

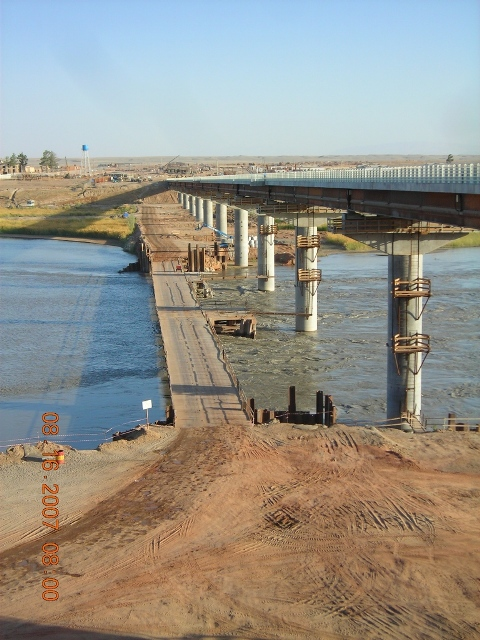
Puente internacional que conecta Afganistán con Tayikistán, vista desde el lado de Tayikistán.

Tren de carga en la provincia de Balkh

### Servicio ferroviario entre Afganistán y Uzbekistán
Hay unos 75 kilómetros de tren en servicio entre Uzbekistán y la ciudad norteña afgana de Mazar-i-Sharif, todos los cuales están construidos con 1 520 mm (4 pies 11-27/32 pulgadas) de ancho de vía. La línea comienza desde Termez y cruza el río Amu Darya por el puente de la Amistad Soviético -construido entre Afganistán y Uzbekistán-, llegando finalmente a un sitio al lado del Aeropuerto de Mazar-i-Sharif. El gobierno afgano espera tener la línea de ferrocarril extendido hasta Kabul y luego a la ciudad de la frontera oriental de Torkham, conectando con los ferrocarriles pakistaníes. El trabajo lo lleva a cabo la empresa china Metallurgical Group Corporation (MCC) y se espera que esté terminado en 2014. Por razones estratégicas, los anteriores gobiernos afganos prefirieron desalentar la construcción de ferrocarriles, que según ellos podrían ayudar a la interferencia extranjera en Afganistán por parte de Gran Bretaña o Rusia.

### Frontera de Turkmenistán
Con 10 kilómetros de longitud y 1 520 mm (4 pies 11-27/32 pulgadas) de ancho de vía, una línea se extiende desde Serhetabat, en Turkmenistán, a la ciudad de Towraghondi, en Afganistán. Una modernización de esta línea de fabricación soviética comenzó en 2007.

### Frontera iraní
La más cercana del carril de cabeza en Irán es un 1 435 mm (4 pies 8 De 1/2 pulgadas) de ancho línea internacional que termina en Mashhad. Esta línea se está ampliando 191 kilómetros al este de Herat, de los cuales 77 km se encuentran dentro de Irán y los restantes 114 km en Afganistán.

### Frontera de Pakistán
Dos trocha ancha de 1 676 mm (5 pies 6 pulg) líneas de Ferrocarriles de Pakistán terminan cerca de la frontera en Chaman en Baluchistán, cerca del paso de Khojak ; y en Torkham, la ciudad fronteriza cerca del paso de Jaiber. Existen varias propuestas para extender estas líneas a Kandahar y Kabul, respectivamente. En julio de 2010, Pakistán y Afganistán firmaron un memorando de entendimiento para seguir adelante con el tendido de vías férreas entre los dos países. Se estableció el trabajo sobre el proyecto propuesto para comenzar a finales de 2010.

### Otras fronteras
Afganistán no tiene conexiones ferroviarias con China ni Tayikistán, aunque se propuso una conexión con este último en 2008.

## Tuberías
Hay oleoductos de Bagram en Uzbekistán y Shindand en Turkmenistán. Estas tuberías se encuentran en mal estado y en desuso desde hace años.
Hay 180 kilómetros de tuberías de gas natural. Hay una propuesta para construir un gasoducto a través de Afganistán hasta Pakistán que se está desarrollando.

## Puertos
El grueso de la navegación interior de Afganistán es por el río Amu Darya, que forma parte de la frontera norte de Afganistán. El río canaliza el tráfico de barcazas de hasta alrededor de 500 toneladas métricas. Los principales puertos fluviales se encuentran en Kheyrabad y Shir Khan Bandar.

## Transporte aéreo

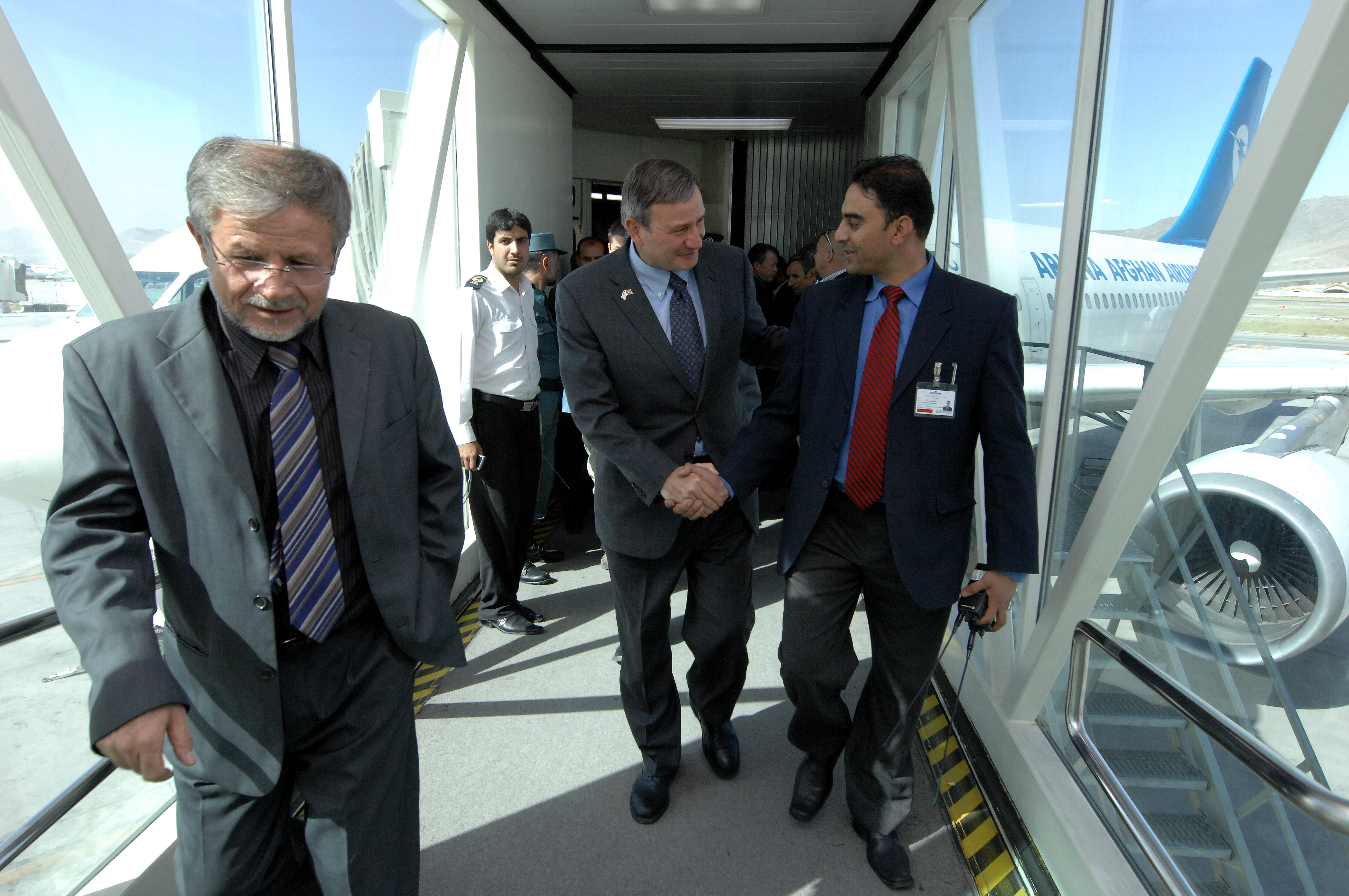
Aeropuerto Internacional de Kabul.

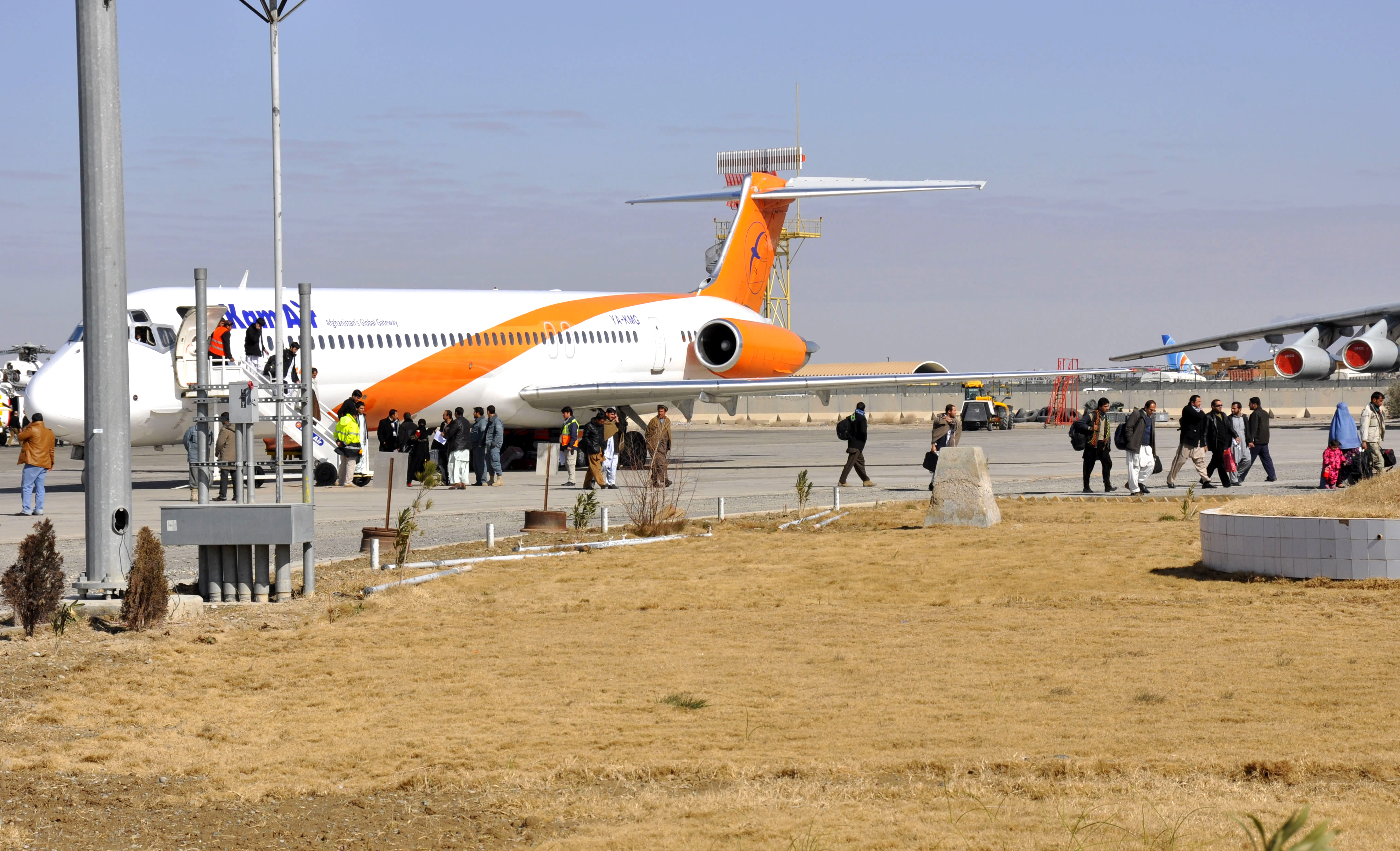
Aeropuerto Internacional de Kandahar.

El transporte aéreo en Afganistán es proporcionado por la compañía nacional Ariana Afghan Airlines, y por empresas privadas, tales como Afganistán Jet Internacional, East Horizon aerolíneas, Kam Air, Pamir Airways, y Safi Airways. Las líneas aéreas de varios países también proporcionan servicios aéreos para viajar dentro y fuera del país. Estos incluyen Air India, Emirates, Gulf Air, Iran Aseman Airlines, Pakistan International Airlines, Turkish Airlines y otros.
El Aeropuerto Internacional de Kabul es el principal aeropuerto del país. En mayo de 2014 el país contaba con cuatro aeropuertos internacionales ( Aeropuerto Internacional de Herat , Aeropuerto Internacional de Kabul, Aeropuerto Internacional de Kandahar, y Aeropuerto de Mazar-i-Sharif) y alrededor de una docena de aeropuertos nacionales que tenían programados regularmente vuelos a Kabul y / o Herat .
La nación tiene aproximadamente 53 aeropuertos, aproximadamente 19 de estas pistas han allanado. De ellos, 4 tienen pistas de aterrizaje más de 3000 metros, 3 pistas de aterrizaje tienen entre aproximadamente 2 500 y 3000 metros, 8 tienen pistas de aterrizaje entre 1500 y 2500 metros, y 2 tiene una pista de aterrizaje en virtud de 1000 metros. Unos 34 tienen pistas sin pavimentar. De ellos, 5 tienen pistas de aterrizaje entre 2500 y 3000 metros, 14 tienen pistas de aterrizaje entre 1500 y 2500 metros, 6 tienen pistas de aterrizaje entre 1.000 y 1500 metros y 9 tienen pistas de aterrizaje bajo 1000 metros.
- El Aeropuerto Internacional de Kabul (3500 m de pista) es el aeropuerto más grande del país y el centro principal para los vuelos civiles internacionales.
- El Aeropuerto Internacional de Kandahar (3200 m de pista) es un aeropuerto de uso mixto que sirve el sur de Afganistán.
- El Aeropuerto de Mazari Sharif (3100 m de pista) es un aeropuerto de uso mixto que sirve las porciones norte y central del país.
- El Aeropuerto Internacional de Herat (2600 m de pista) es el aeropuerto civil principal de la parte occidental del país.
- El Aeropuerto Internacional de Ghazni (4 km) se encuentra en construcción desde abril de 2012 y entrará en funcionamiento en 2013.[14]
- Aeropuerto de Jalalabad (1800 m de la pista)

La Base aérea de Bagram es utilizada por las fuerzas lideradas por la OTAN. Cuenta con el tráfico militar pesado, especialmente helicópteros. También puede recibir aviones más grandes como Boeing 747, C-5 Galaxy y C-17 Globemaster III aviones militares de carga. KBR y algunas otras empresas vuelan dentro y fuera de Bagram de forma regular.

## Helipuertos
En Afganistán hay al menos 11 helipuertos.